# Chicago Wolves
Chicago Wolves är ett lag i den amerikanska farmarligan AHL. 
Åren 1994 till 2001 spelade laget i IHL. 
Klubben har tidigare varit farmarlag till Vegas Golden Knights, St. Louis Blues och Vancouver Canucks i NHL.